# 顾光中
顾光中（1908年—1999年），男，贵州贵筑人，中国海洋生物学家，贵州大学、贵州师范大学教授。曾任中国民主同盟中央委员会委员，第三届全国人大代表。

## 家庭
儿子顾久。